# 플라토상트랄주
플라토상트랄주(프랑스어: Plateau-Central)는 부르키나파소 중부에 위치한 주로 주도는 지니아레이며 면적은 8,545km2, 인구는 647,516명(2006년 기준)이다. 북동쪽으로는 중북부주, 남동쪽으로는 중동부주와 중남부주, 남서쪽으로는 중부주, 동쪽으로는 중서부주, 북서쪽으로는 북부주와 접한다. 3개 현(간주르구현, 쿠르웨오고현, 우브리텡가현)를 관할한다.